# Thalassoma hardwicke
Thalassoma hardwicke là một loài cá biển thuộc chi Thalassoma trong họ Cá bàng chài. Loài này được mô tả lần đầu tiên vào năm 1830.

## Từ nguyên
Từ định danh của loài này, hardwicke, được đặt theo tên của nhà tự nhiên học Thomas Hardwicke, người sẵn lòng giúp đỡ tác giả Bennett trong công việc.

## Phạm vi phân bố và môi trường sống
T. hardwicke có phạm vi phân bố rộng rãi trên khắp Ấn Độ Dương - Thái Bình Dương. Từ bờ biển Yemen, loài này được ghi nhận dọc theo bờ biển Đông Phi trải dài đến Nam Phi, bao gồm Madagascar và các đảo quốc, quần đảo xung quanh; từ bờ biển Nam Ấn Độ và Sri Lanka, trải dài về phía nam đến Chagos, đảo Giáng Sinh và quần đảo Cocos (Keeling), xa hơn nữa là đến bờ biển bang Tây Úc (bao gồm các rạn san hô vòng và bãi cạn ngoài khơi); từ biển Andaman, T. hardwicke xuất hiện trên khắp vùng biển các nước Đông Nam Á, ngược lên phía bắc đến đảo Đài Loan và vùng biển Nam Nhật Bản, về phía nam trải dài đến rạn san hô Great Barrier và bờ biển Đông Úc; ở phía đông, T. hardwicke được ghi nhận tại nhiều đảo quốc và quần đảo thuộc châu Đại Dương (ngoại trừ quần đảo Hawaii).
T. hardwicke sống gần các rạn san hô viền bờ và trong các đầm phá ở độ sâu đến ít nhất là 15 m.

## Mô tả
T. hardwicke có chiều dài cơ thể tối đa được ghi nhận là 20 cm. Như những loài Thalassoma khác, T. hardwicke là một loài lưỡng tính tiền nữ (protogynous hermaphrodite), nghĩa là tất cả cá con đều phải trải qua giai đoạn trung gian là cá cái trước khi biến đổi hoàn toàn thành cá đực.

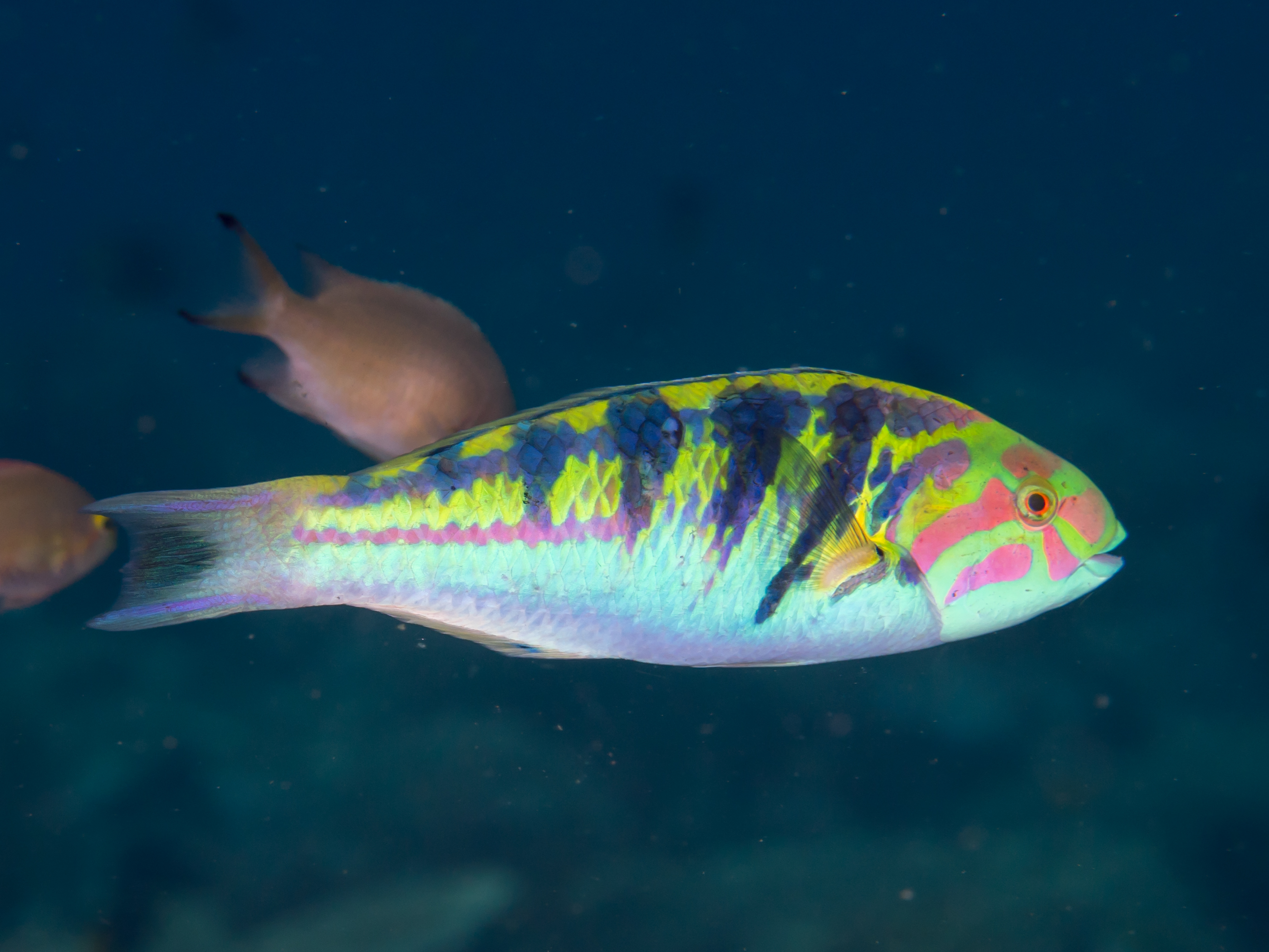
T. hardwicke đực

Cá cái có màu xanh lục nhạt với sáu dải đốm đen (pha lẫn màu đỏ) hình nêm thuôn dài (ngắn dần về phía đuôi); cá con có thêm các đốm đen ở phía trước và giữa vây lưng. Cá đực có màu sắc sặc sỡ hơn, và sáu dải đốm hình nêm có màu đen thuần. Cơ thể có màu xanh lục lam (màu lục nhiều hơn ở phần thân trên, tương tự đối với màu xanh lam ở thân dưới và bụng) và các vệt màu hồng sẫm bao quanh mắt; một dải màu hồng nhạt hơn dọc theo chiều dài cơ thể (hiện rõ hơn ở thân sau). Phần thân trên của cá đực có thể có các dải màu vàng tươi (có lẽ là trong mùa sinh sản).
Trong quá trình tán tỉnh, những con đực trưởng thành xuất hiện một đốm đen ở giữa vây đuôi (đốm đen này không có ở những con cá cái).
Số gai ở vây lưng: 8; Số tia vây ở vây lưng: 13; Số gai ở vây hậu môn: 3; Số tia vây ở vây hậu môn: 11; Số tia vây ở vây ngực: 16.

## Sinh thái và hành vi
Thức ăn của T. hardwicke là các loài sinh vật phù du và động vật giáp xác nhỏ, ngoài ra còn có cả trùng lỗ, cá bột và trứng của những loài khác. Sinh sản theo nhóm lớn ở T. hardwicke đã được quan sát tại rạn san hô Great Barrier.
Trong một khảo sát, người ta nhận thấy sự xuất hiện của Thalassoma quinquevittatum có thể đe đọa đến sự sống của T. hardwicke. Cả hai loài này đều có cùng phạm vi phân bố và là những loài cạnh tranh với nhau. Tỉ lệ sống sót của T. hardwicke cao hơn gấp 2,3 lần ở những khu vực không có T. quinquevittatum so với những khu vực có sự xuất hiện của T. quinquevittatum.

### Nghiền thức ăn bằng đá
T. hardwicke được ghi nhận là có hành vi sử dụng đá làm đe để nghiền thức ăn trong miệng của nó. Một cá thể T. hardwicke được nuôi trong bể cá và được cho ăn thức ăn dạng viên, nhưng những viên thức ăn này quá to để nó có thể nuốt và cắn nát chỉ với bộ hàm của mình.
Sau vài giây cố gắng nghiền nát viên thức ăn đó nhưng không được, cá thể T. hardwicke này đã bơi đến một mỏm đá và đập liên tục viên thức ăn mà nó đang ngậm trong miệng vào một bề mặt đá lởm chởm. Cú đập được thực hiện bởi việc di chuyển ngang của đầu và cơ thể, đầu đôi khi hướng xuống hoặc hướng lên. Những viên thức ăn rơi ra khỏi miệng được T. hardwicke gom lại và đập đến khi những viên này vừa đủ nhỏ để T. hardwicke có thể nuốt chúng.

## Thương mại
T. hardwicke được xem là một loài cá cảnh ở nhiều nơi trong phạm vi của chúng.

### Trích dẫn
- Łukasz Paśko (2010). "Tool-Like Behavior in the Sixbar Wrasse, Thalassoma hardwicke (Bennett, 1830)" (PDF). Zoo Biology. Quyển 29. tr. 767–773.